# Twierdzenie o faktoryzacji

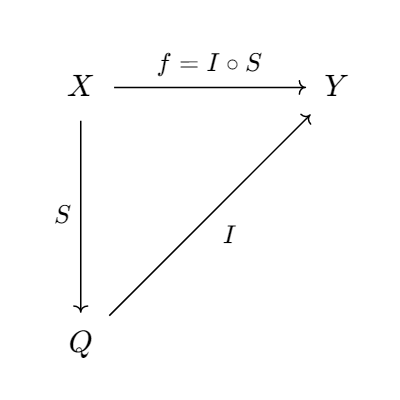
Diagram przemienny przedstawiający, że każda funkcja jest złożeniem iniekcji z suriekcją

Twierdzenie o faktoryzacji – twierdzenie teorii mnogości mówiące, że każda funkcja jest złożeniem iniekcji z suriekcją. Innymi słowy dla każdej funkcji {\displaystyle f:X\to Y} istnieją zbiór {\displaystyle Q,} iniekcja {\displaystyle I:Q\to Y} oraz suriekcja {\displaystyle S:X\to Q} takie, że {\displaystyle f=I\circ S}.